# Giustino (Italia)
Giustino (Giustin in dialetto rendenese) è un comune italiano di 759 abitanti della provincia autonoma di Trento in Trentino-Alto Adige sito in Val Rendena.
A caratterizzare la vita di Giustino è stata per molti anni la miniera di feldspato sodico, impiegato nell'industria delle ceramiche. Il territorio ricade in gran parte nel Parco naturale provinciale dell'Adamello-Brenta e fa parte del territorio detto delle Giudicarie.

## Storia
Nel 1928, durante il periodo fascista, il comune di Giustino insieme a quelli di Carisolo e Massimeno, è stato soppresso ed aggregato a quello di Pinzolo. Successivamente, nel 1952 tutti i comuni sono stati ricostituiti e tornati ad essere autonomi. Nel secondo decennio degli anni 2000 ci fu una proposta di creare un nuovo comune, unendo Giustino, Massimeno e Carisolo però non andata a buon fine.

### Simboli
Stemma
Lo stemma comunale, approvato con D.G.P. n. 1240/2-B del 6 maggio 1983, è uno scudo a cartoccio in cui sono raffigurati un arrotino — simbolo dell'emigrazione che segnò profondamente questa comunità — il campanile della parrocchia e, sullo sfondo, la cima Presanella sovrastante il territorio di questo comune.
Gonfalone
Il gonfalone è stato approvato con D.G.P. del 7 giugno 1985 n. 5239.

## Monumenti e luoghi d'interesse
- Chiesa di Santa Lucia. Va menzionata per gli affreschi di Simone Baschenis e per il prezioso altare ligneo.

## Società

### Evoluzione demografica
Abitanti censiti

## Amministrazione

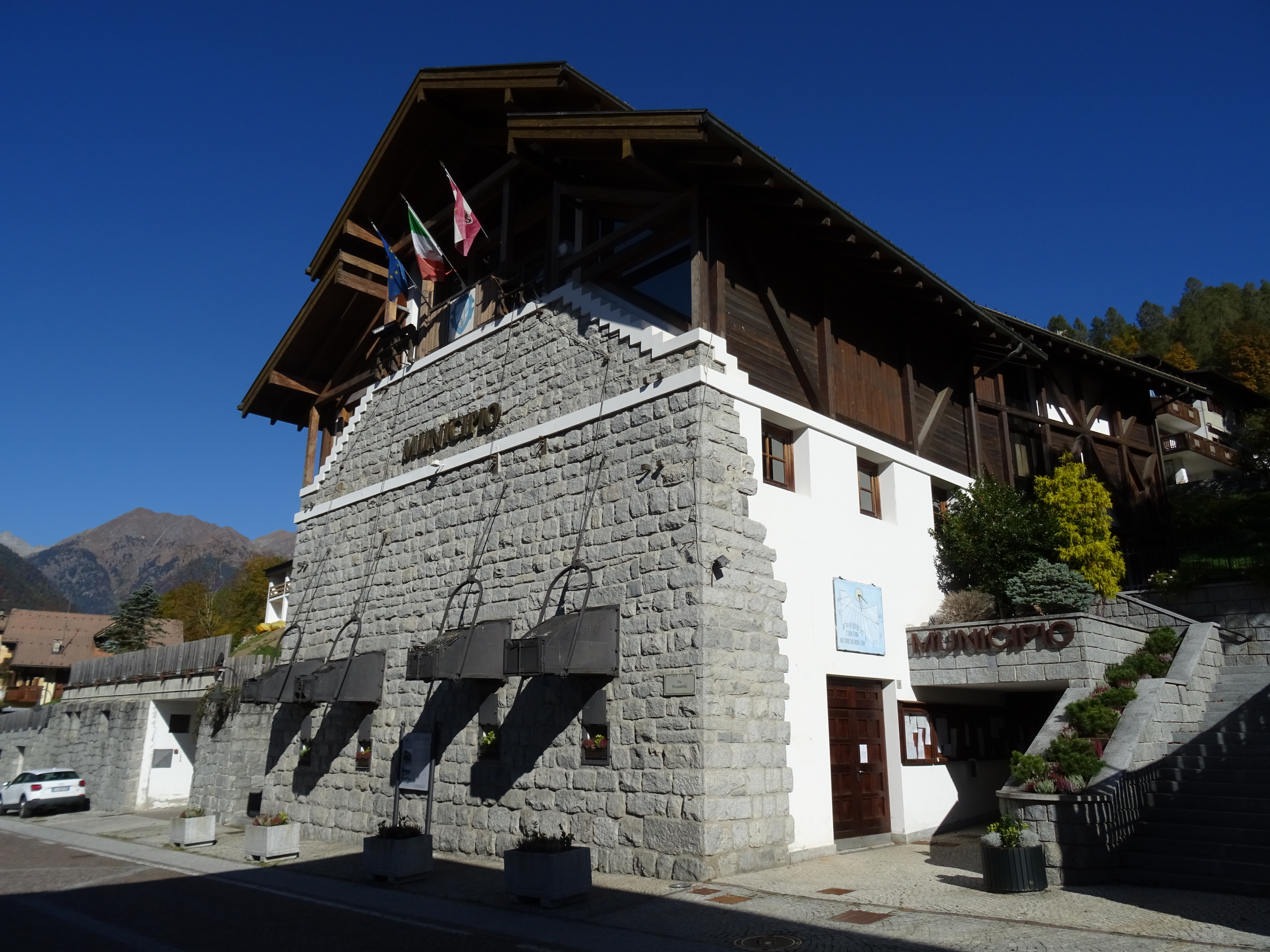
Il municipio

La teleferica della miniera di Giustino (foto antecedente al 1990)

| Periodo | Periodo   | Primo cittadino    | Partito      | Carica  | Note |
| ------- | --------- | ------------------ | ------------ | ------- | ---- |
| 2015    | 2020      | Joseph Masè        | Lista civica | Sindaco |      |
| 2020    | 2025      | Daniele Maestranzi | Lista civica | Sindaco |      |
| 2025    | in carica | Manuel Cosi        | Lista civica | Sindaco |      |